# Департамент политического и социального порядка

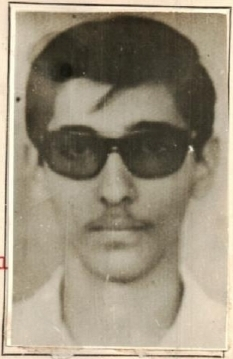
Пиментел, Фернанду, фото из картотеки DOPS

Департамент политического и социального порядка (порт. Departamento de Ordem Política e Social, DOPS), в русскоязычной аббревиатуре ДОПС — бразильский орган политического сыска 1924—1983 годов. Занимался подавлением антиправительственного подполья, политической оппозиции и организованной преступности, осуществлял полицейский контроль над экономикой и социальной жизнью. Играл видную роль в репрессиях Эры Варгаса и военного режима 1960—1970-х. Отличался большой оперативной жёсткостью, был тесно связан с эскадронами смерти. Ликвидирован в период либерализации 1980-х.

## Создание
Политический сыск в Бразильской империи и Первой республике находился в ведении гражданской полиции. В 1920-х годах стало очевидным появление принципиально новых, крайне радикальных антиправительственных сил — коммунистических и интегралистских. Тенентистское движение, Восстание лейтенантов, Восстание в Сан-Паулу побудили власти к созданию специальной службы политической полиции.
30 декабря 1924 года в Сан-Паулу был учреждён Государственный департамент политического и социального порядка (Departamento Estadual de Ordem Política e Social — DEOPS, ДЕОПС). Этот день считается датой основания ДОПС, хотя федеральное Управление политического и социального порядка (Delegacia de Ordem Política e Social — DOPS, ДОПС) официально учредилась 17 апреля 1928 года. Правовым основанием послужил специальный закон о реорганизации полиции.

## Структура
Организация ДОПС сохранила традиционный для Бразилии регионализм. Федеральная служба замыкалась на высшее политическое руководство, но управления в штатах обладали широкими полномочиями и автономией. Ключевое значения имели службы ДОПС штатов Рио-де-Жанейро и Сан-Паулу.
Осенью 1930 года в результате Бразильской революции к власти пришёл генерал Жетулиу Варгас. Установился правый авторитарно-популистский режим с элементами фашистского корпоративизма. При этом Варгас сохранил и укрепил структуру политической полиции.
Уже 28 ноября 1930 — менее чем через месяц после вступления Варгаса на пост президента — была произведена реорганизация ДОПС. На его базе были созданы два самостоятельных управления — политического порядка и социального порядка. В 1938 году они были сведены под единое руководство Государственного секретариата общественной безопасности. В каждом из них учреждались отделы по направлениям: оперативно-полицейский, следственный, отдел секретной службы, корпус безопасности, учётно-регистрационный, протокольно-архивный, а также военная инспекция и служба наблюдения за иностранцами. К ведению обоих управлений относилось подавление антиправительственной деятельности, контроль за обеспечением правопорядка (в том числе на производстве и транспорте), оборот оружия и взрывчатых веществ, общая профилактика правонарушений, учёт неблагонадёжных лиц, цензура СМИ. Такая система просуществовала весь период варгасовского Нового государства, послевоенный период и второе президентство Варгаса. В этот период служба называлась Специальное управление политической и социальной безопасности (Delegacia Especial de Segurança Política e Social — DESPS, ДЕСПС)
Самоубийство президента Варгаса в 1954, резкий рост напряжённости побудили к очередной реформе. С 1957 политическое и социальное управления снова были объединены в Департамент политического и социального порядка (Departamento de Ordem Política e Social — DOPS, ДОПС). Повысилась структурная централизация, но сохранилась региональная автономия — в разных штатах применялись даже разные названия: ДОПС и ДЕОПС. Функциональные службы и их задачи остались прежними. В таком виде система ДОПС просуществовал до начала 1980-х. Основным кадровым звеном ДОПС являлись инспекторы — delegado — подразделявшиеся на пять квалификационных классов.
При правлении Варгаса ведущим руководителем ДОПС был начальник полиции Рио-де-Жанейро в 1933—1942 Филинто Мюллер (в молодости участник тенентистских восстаний, ультраправый интегралист по идеологии и неуклонный сторонник Варгаса в практической политике), затем начальники полиции Сан-Паулу Элпидио Реали и Антониу Рибейру ди Андраде. При военном режиме директорами ДОПС являлись Жоаким Рамалью душ Сантуш (офицер военной полиции из Мату-Гросу) и Ромеу Тума (офицер гражданской полиции из Сан-Паулу).
Система бразильских спецслужб была сложной и разветвлённой. Наряду с ДОПС, действовали ещё несколько военных и гражданских органов аналогичного назначения. Функции ДОПС во многом дублировал армейский Департамент информационных операций - Центр операций внутренней обороны (DOI-CODI), параллельно действовала Национальная информационная служба (SNI) с пересечением руководства и агентурной базы и ряд других.

## Репрессии

### Эра Варгасаи гражданское правление
В годы Эры Варгаса ДОПС жёстко подавлял любые антиправительственные выступления — будь то ультралевые, коммунистические, консервативные, праворадикальные, интегралистские. Были подавлены Конституционалистская революция консерваторов в 1932 Ноябрьское восстание коммунистов в 1935, мятеж интегралистов в 1938. Особое внимание уделялось экономическому контролю — в свете интенсивного промышленного развития и сложных отношений властей с латифундистами и активности социальных движений.
В 1945—1947 служба ДЕСПС-ДОПС ликвидировала Шиндо Ренмей — террористическую организацию крайних японских националистов, отказавшихся признать капитуляцию Японии и совершавших убийства бразильских японцев, «сошедших с императорского пути».
При правлении Жуселину Кубичека и Жуана Гуларта были сделаны попытки ограничить роль политической полиции.

### Военный режим
Значение ДОПС резко повысилось при правом военном режиме, пришедшем к власти в результате переворота 1964 года. Именно тогда окончательно утвердилась и аббревиатура DOPS как обозначение совокупности соответствующих служб, безотносительно к формальному наименованию. 
Борьба с коммунизмом, причём во взаимодействии со спецслужбами США, стала рассматриваться как первоочередная политическая задача. Маршал Умберту Кастелу Бранку, хунта 1969 года, Эмилиу Медиси использовали ДОПС как инструмент репрессий против компартии и левых сил, студенческого и профсоюзного движения. Главной задачей ДОПС являлось подавление БКП. На этой основе поддерживалось тесное оперативно-политическое сотрудничество с ЦРУ США. Особое внимание американские партнёры уделяли в Бразилии полиции Сан-Паулу, в которой видели сильнейший антикоммунистический оплот.
ДОПС практиковал произвольные аресты, пытки, тайные убийства. Так погибли руководящие деятели Бразильской компартии и коммунистического повстанчества Карлос Маригелла, Карлос Ламарка, Жоаким Феррейра, коммунистический профсоюзный активист Фелисиано Нето. Здания ДОПС назывались «домами смерти». При участии ДОПС формировались ультраправые эскадроны смерти. Эти группировки физически расправлялись с политическими оппозиционерами и криминальными авторитетами без оглядки на какие-либо правовые ограничения. Отдельно ставилась задача «борьбы с бродяжничеством» — терроризирование бездомных и беспризорных вплоть до физического истребления. Преследовалась культура и религия афробразильцев.
Пристальное внимание ДОПС уделялась трущобным районам Сан-Паулу, населённым представителями рабочего класса и люмпенских слоёв. Эти зоны считались питательной средой для компартии и криминальных структур. Здесь террор ДОПС и «эскадронов смерти» приобрёл наибольшие масштабы. В качестве опасных противников режима рассматривались и муниципальные депутаты от этих районов, находившиеся на особом контроле ДОПС.
Полицейское давление доходило до такой степени, что на ряде предприятий с кандидатов на трудоустройство спрашивали «идеологический сертификат», заверенный в ДОПС. Велась постоянная агентурная работа, интенсивное проникновение в студенческие и иные общественные организации. ДОПС выявлял не только подпольщиков и неблагонадёжных, которые подвергались репрессиям, но и стимулировал проправительственные элементы, которым создавался режим благоприятствования.
Антикоммунизм и политические репрессии были для ДОПС основными, но не единственными направлениями деятельности. ДОПС играл важную роль в борьбе с организованной преступностью, которая подавлялась столь же жёсткими методами, что и политическая оппозиция. Этот факт впоследствии использовался сторонниками военного режима для оправдания репрессивной политики вообще и методов ДОПС в частности. Кроме того, в 1967 ДОПС арестовал нацистского военного преступника гауптштурмфюрера СС Франца Штангля, бывшего коменданта концлагерей Собибор и Треблинка. Штангль был выдан ФРГ и приговорён к пожизненному заключению. В начале 1970-х ДОПС готовил арест Йозефа Менгеле, но отказался от этого намерения из-за «отсутствия политического интереса, который имел место в случае Штангля».
Ведущим руководителем ДОПС при военном режиме был начальник полиции Сан-Паулу Сержио Флеури. Многочисленные убийства коммунистов и криминальных авторитетов совершались под его руководством. Видную роль играли Жозе Паулу Бонкриштиану, Клаудиу Герра, Раул Ногейра ди Лима. Бонкриштиану был предшественником Флеури во главе полиции Сан-Паулу и организатором ареста Штангля; Герра — ближайшим помощником Флеури; Ногейра ди Лима — боевиком-организатором ультраправой группировки Команда охоты на коммунистов, совершившей серию нападений и убийств.
По данным бразильской прокуратуры, оглашённым в 1992, репрессиям ДОПС с 1964 по 1983 подверглись порядка 30 тысяч человек. Из них 376 были убиты и около 200 пропали без вести. Другие источники определяют количество убитых в 434 человека (различие связано с неясностью судьбы некоторых пропавших без вести).

### Международный аспект
В 1970-х бразильский ДОПС участвовал в Операции «Кондор». В этом контексте рассматривается смерть Жуана Гуларта в 1976 — существует версия политического убийства, организованного агентами ДОПС по приказу Флеури. Советская пропаганда перечисляла ДОПС в ряду репрессивных органов правых диктаторских режимов — Пиночета в Чили, Бансера в Боливии, Бордаберри в Уругвае, Стресснера в Парагвае, Виделы в Аргентине.

Переворот в Чили — угроза не только для чилийцев, но и для боливийцев, ушедших от преследований диктатуры, аргентинцев, бежавших от антикоммунистического террора, бразильцев, вырвавшихся из когтей ДОПС, уругвайцев, избежавших тюрем военной хунты, парагвайцев, спасшихся из застенков полицейских комиссариатов Асунсьона….

## Упразднение
Со второй половины 1970-х, при президентах Эрнесту Гайзеле и Жуане Фигейреду, в Бразилии начался процесс контролируемой либерализации. Одним из важных его направлений стало постепенное сворачивание политических репрессий.
Центральное правительство усилило упорядочило деятельность ДОПС в штатах, усилило свой контроль. Повысилась роль главного управления в столице. Федеральные руководители ДОПС получили реальные полномочия руководителя над региональными управлениями. С 1978 прекратились политические акции «эскадронов смерти». В 1979 погиб Сержио Флеури (существует версия, что глава ДОПС и бригадир «эскадрона» был убит по решению организаторов «бразильской перестройки»).
4 марта 1983 года было расформировано крупнейшее управление ДОПС в Сан-Паулу. Эта дата считается последней в истории ДОПС, хотя в некоторых регионах служба ещё сохранялась.

## Наследие
Бразильская либерализация завершилась в 1985 году восстановлением многопартийной демократии и переходом к гражданскому правлению. В современной Бразилии отношение к ДОПС в целом негативно — этот орган считается атрибутом диктатуры, инструментом репрессий, убийств и пыток. Правозащитные общественные организации тщательно исследуют фактологию политического террора, публикуют разоблачительные материалы, добиваются создания мемориалов жертв репрессий в прежних офисах ДОПС. Создана специальная Комиссия по установлению истины. Архивы ДОПС официально открыто с 1992 года, но отмечается «исчезновение» значительного массива документов.
С другой стороны, правоконсервативные деятели высказывают аргументы в защиту ДОПС. Жоаким Рамалью душ Сантуш напоминал о роли ДОПС в обеспечении правопорядка и национальной безопасности, борьбе с оргпреступностью, наркоманией и контрабандой. При этом бывший директор ДОПС выступает в поддержку демократических реформ и призывает полностью открыть архивы политической полиции.
Ещё откровеннее и активнее защищают традицию ДОПС ультраправые силы Бразилии. Сторонники Жаира Болсонару, движение «правых паулистов» создают своеобразный культ Сержио Флеури как «героя-антикоммуниста» и «спасителя страны». Публичные акции такого рода приводят к серьёзным общественным конфликтам.

## Персоналии
До 2010-х годов ни один delegado либо информатор ДОПС не привлекался к судебной ответственности. Первая такая попытка была предпринята в 2013 — перед судом в Сан-Паулу предстал заместитель Сержио Флеури Карлос Альберто Аугусто по обвинению в похищении оппозиционного бизнесмена. Свою вину подсудимый категорически отрицал, настаивая на законности и справедливости действий ДОПС. В 2017 прокуратура и суд Сан-Паулу потребовали привлечения бывших сотрудников ДОПС Алсидеса Сингильо и Франсиско Сета — по обвинению в похищении Фелисиано Нето в октябре 1975 (менее чем через год Нето умер в тюремной больнице).
Филинто Мюллер в 1942 был отстранён от полицейской службы из-за антиамериканской позиции и пронацистских симпатий. При военном режиме возглавлял правящую партию Национальный союз обновления (АРЕНА), был председателем сената Бразилии. В 1973 погиб в авиационной катастрофе.
Сержио Флеури был одним из лидеров ультраправых сил в АРЕНА, выступал резко против либерализации конца 1970-х. Погиб в результате несчастного случая на воде в 1979.
Жоаким Рамалью душ Сантуш после расформирования ДОПС занимал пост главного судьи Федерации футбола Мату-Гроссу. Скончался в 2015.
Ромеу Тума после расформирования ДОПС был начальником федеральной полиции Бразилии. Впоследствии занимался публичной политикой, был сенатором, состоял в Партии либерального фронта и Бразильской рабочей партии. Скончался в 2010.
Клаудиу Герра стал евангелистским пастором.
Раул Ногейра ди Лима и Жозе Паулу Бонкриштиану оставались праворадикальными активистами. Бонкриштиану известен публичными выступлениями в прессе. Он полностью оправдывает репрессивные методы ДОПС как необходимые для обеспечения национальной безопасности и борьбы с криминалом, а также соответствующие, на его взгляд, христианской морали.